# هنگ تانک سلطنتی
هنگ تانک سلطنتی (انگلیسی: Royal Tank Regiment) هنگ زرهی زیرمجموعه نیروی زمینی بریتانیا و تحت امر سپاه زرهی سلطنتی است، که در سال ۱۹۱۷ تأسیس شد. هنگ تانک سلطنتی در جنگ جهانی اول، جنگ جهانی دوم، جنگ کره و جنگ عراق به‌عنوان یگان عمل‌کننده در نبرد شرکت داشت. ستاد فرماندهی این هنگ در بووینگتن قرار دارد.